# Одавара (княжество)

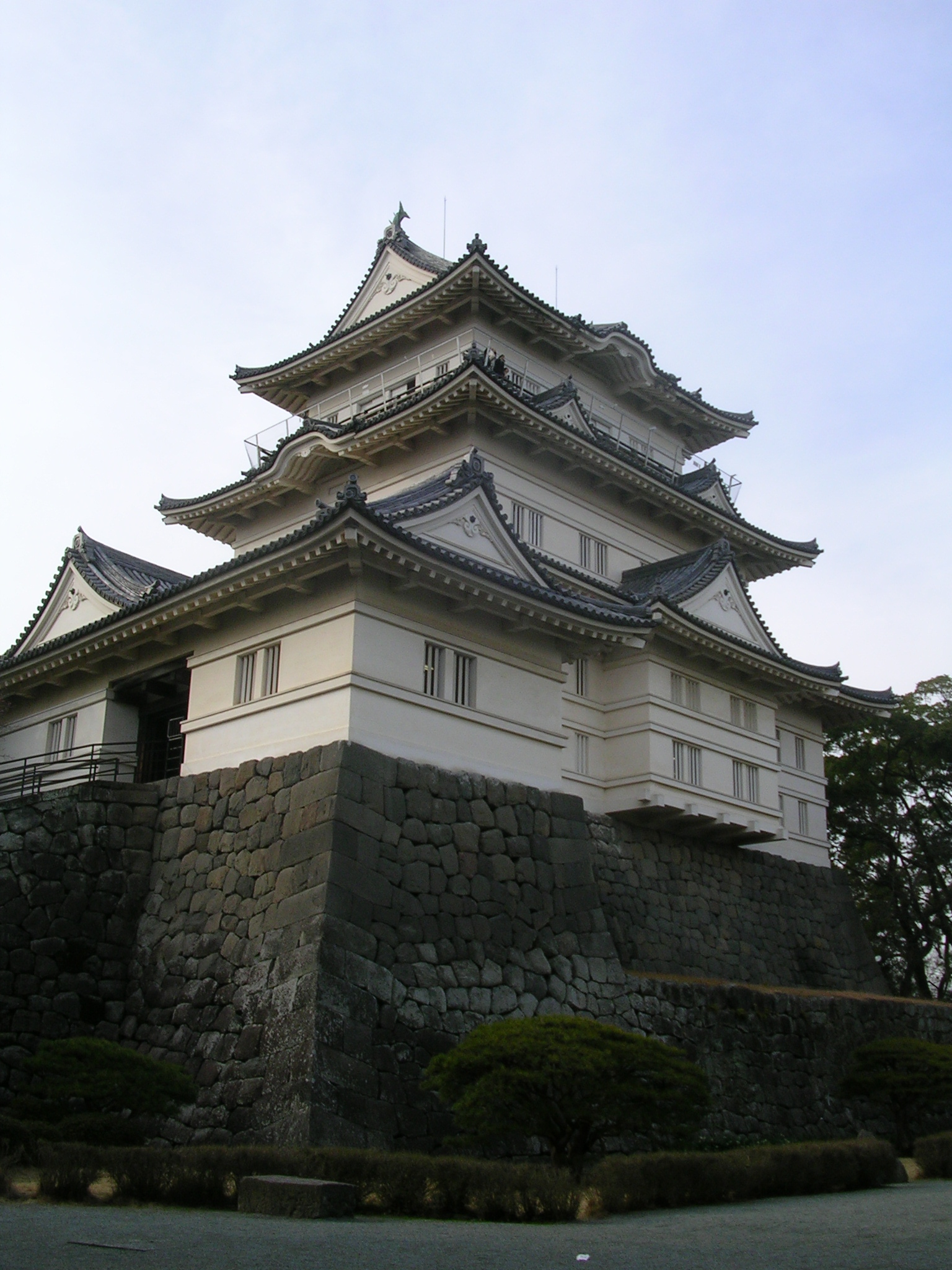
Замок Одавара

Княжество Одавара (яп.  小田原藩 Одавара-хан) — феодальное княжество (хан) в Японии периода Эдо (1590—1871), на западе провинции Сагами региона Токайдо на острове Хонсю (современная префектура Канагава).

## Краткая информация
Административный центр княжества: замок Одавара (сейчас город Одавара, префектура Канагава).
Доход хана:
- 1590—1614 годы — 45-65 000 коку риса
- 1619—1623 годы — 50 000 коку
- 1632—1685 годы — 85-102 000 коку риса
- 1686—1871 годы — 113 000 коку

## История княжества
В 1590 году правитель Японии Тоётоми Хидэёси одержал победу над родом Го-Ходзё и захватил их резиденцию — замок Одавара в провинции Сагами. Род Го-Ходзё прекратил своё существование. Обширные территории в регионе Канто были переданы Токугава Иэясу. Иэясу избрал замок Эдо своей резиденцией и назначил своих вассалов правителями отдельных княжеств в этом регионе. В том же году Токугава Иэясу назначил Окубо Тадаё (1531—1594) правителем замка Одавара. Окуба Тадаё восстановил замок и стал править оттуда как даймё, защищая подступы к Эдо с запада. Первоначально под контролем Окубо Тадаё находилось 147 деревень в районах Асигараками и Асигарасимо с доходом 40 000 коку риса. Его сын и преемник Окубо Тадатика (1553—1628) получил титул родзю и увеличили свои владения на 20 000 коку, получив земли в провинции Мусаси. В 1614 году Окубо Тадатика был обвинён в заговоре против сёгуна и лишился своих владений.
В 1619—1623 годах княжеством Одавара владел Абэ Масацугу (1569—1647), бывший правитель Отаки-хана в провинции Кадзуса. В 1623 году Абэ Масацугу был переведён из Одавара в Ивацуки-хан в провинции Мусаси.
В 1632 году Одавара-хан получил во владение Инаба Масакацу (1597—1634), бывший ранее правителем княжеств Какиока (провинция Симоса) и Масаока (провинция Симоцукэ). Он был сыном дамы Касуга но Цубонэ (1579—1643), кормилицы третьего сёгуна Токугава Иэмицу, и играл важную роль в администрации сёгуната Токугава. В 1634 году после смерти Инаба Масакацу ему наследовал старший сын Инаба Масанори (1623—1696), который в 1683 году передал власть своему сыну Инаба Масамити (1640—1716), который занимал должность сосидая (магистрата) Киото (1681—1685). В 1685 году Инаба Масамити был переведён из Одавара в княжество Такада (провинция Этиго).
В 1686 году правителем Одавара-хан был назначен Окубо Тадатомо (1632—1712), потомок Окубо Тадаё, бывшим ранее даймё Карацу-хана и Сакура-хана. Его потомки управляли княжеством вплоть до 1871 года.
В 1707 году после извержения вулкана Фудзи была опустошена большая часть территории Одавара-хана. Сёгунат Токугава взял большую часть княжества под своё прямое управление, а даймё Одавара-хана получили в качестве компенсации земли в провинциях Сагами, Мусаси, Харима и Идзу.
В период Бакумацу по распоряжению сёгуната отряды Одавара-хана охраняли полуостров Идзу, опасаясь усиления иностранного присутствия в этом районе, в частности в Симоде и Хэде. После реставрации Мэйдзи последний даймё Одавара Окубо Тадаёси сдал свои владения новому императорскому правительству без сопротивления. После отмены системы хан в июле 1871 года княжество Одавара было преобразовано в префектуру Одавара, которая в сентябре 1871 года соединилась с префектурами Огино-Яманака и Нираяма. В ноябре того же года они были объединены в префектуру Асигара, которая просуществовала недолго.

## Правители княжества
- Род Окубо, 1590—1614 (фудай-даймё)

| № | Имя            | Имя        | Годы правления | Годы жизни  | Примечания                                         |
| - | -------------- | ---------- | -------------- | ----------- | -------------------------------------------------- |
| 1 | Окубо Тадаё    | 大久保忠世 | 1590 — 1594    | 1532 — 1594 | Старший сын Окубо Тадакадзу, вассала рода Токугава |
| 2 | Окубо Тадатика | 大久保忠邻 | 1594 — 1614    | 1553 — 1628 | Старший сын и преемник Окубо Тадаё                 |

- Род Абэ, 1619—1623 (фудай-даймё)

| № | Имя          | Имя      | Годы правления | Годы жизни  | Примечания                                       |
| - | ------------ | -------- | -------------- | ----------- | ------------------------------------------------ |
| 1 | Абэ Масацугу | 阿部正次 | 1619 — 1623    | 1569 — 1647 | Старший сын Абэ Масакацу, вассала Токугава Иэясу |

- Род Инаба, 1632—1685, (фудай-даймё)

| № | Имя            | Имя      | Годы правления | Годы жизни  | Примечания                                                                |
| - | -------------- | -------- | -------------- | ----------- | ------------------------------------------------------------------------- |
| 1 | Инаба Масакацу | 稲叶正胜 | 1632 — 1634    | 1597 — 1634 | Старший сын Инаба Масанари (Масасигэ), даймё Итоигава-хана и Масаока-хана |
| 2 | Инаба Масанори | 稲叶正则 | 1634 — 1683    | 1623 — 1696 | Второй сын и преемник Инаба Масакацу                                      |
| 3 | Инаба Масамити | 稲叶正往 | 1683 — 1685    | 1640 — 1716 | Старший сын и преемник Инаба Масанори                                     |

- Род Окубо, 1686—1871 (фудай-даймё)

| №  | Имя                | Имя         | Годы правления | Годы жизни  | Примечания |
| -- | ------------------ | ----------- | -------------- | ----------- | --- |
| 1  | Окубо Тадатомо     | 大久保忠朝  | 1686 — 1698    | 1632 — 1712 | Сын хатамото Окубо Наритака и потомок Окубо Тадатика                                                                               |
| 2  | Окубо Тадамасу     | 大久保忠増  | 1698 — 1713    | 1656 — 1713 | Сын и преемник Окубо Тадатомо |
| 3  | Окубо Тадамаса     | 大久保忠方  | 1692 — 1732    | 1713 — 1732 | Шестой сын Окубо Тадамасу |
| 4  | Окубо Тадаоки      | 大久保忠兴  | 1732 — 1763    | 1715 — 1764 | Старший сын и преемник Окубо Тадамаса                                                                                              |
| 5  | Окубо Тадаёси(I)   | 大久保 忠由 | 1763 — 1769    | 1736 — 1769 | Старший сын и преемник Окубо Тадаоки                                                                                               |
| 6  | Окубо Тадааки      | 大久保 忠顕 | 1769 — 1798    | 1760 — 1803 | Старший сын и преемник Окубо Тадаёси (I)                                                                                           |
| 7  | Окубо Тададзанэ    | 大久保 忠真 | 1796 — 1837    | 1782 — 1837 | Сын 6-го даймё Окубо Тадааки |
| 8  | Окубо Таданао      | 大久保 忠愨 | 1837 — 1859    | 1829 — 1859 | Сын Окубо Таданага и внук Окубо Тададзанэ                                                                                          |
| 9  | Окубо Таданори     | 大久保忠礼  | 1859 — 1868    | 1842-1907   | Пятый сын Мацудайры Ёрихиро, даймё Такамацу-хана, двоюродный брат 15-го сёгуна Токугава Ёсинобу, усыновлён 8-м даймё Окубо Таданао |
| 10 | Окубо Тадаёси (II) | 大久保忠良  | 1868 — 1871    | 1857-1877   | Старший сын Окубо Нориёси, даймё Огино Яманака-хана (дочернего княжества Одавара-хана), усыновлён 9-м даймё Окубо Таданори         |